# Avalon Hill
Avalon Hill är ett amerikanskt spelföretag av framförallt sällskapsspel, numera uppköpt av Hasbro. Det fullständiga namnet var The Avalon Hill Gaming Company (TAHGC). Företaget låg bakom en rad spel med klassikerstatus, som Diplomacy, Advanced Civilization, Advanced Squad Leader och Empires in Arms.
Avalon Hill var en innovatör i konfliktspelsbranschen och introducerade regler som idag är standard i många konfliktspel. Man var även en tidig utgivare av datorspel, en verksamhet som började på 1980-talet då de utvecklade några av sina brädspel till datorspel.

## Historia
The Avalon Gaming Company startades av Charles S. Roberts 1954 men bytte 1958 namn till The Avalon Hill Gaming Company. De första spelen som Roberts publicerade var Tactics och Tactics II, vilka skulle bli stilbildande för  konfliktspelshobbyn. 1962 ledde finansiella svårigheter till att Avalon Hill blev ett dotterbolag till Monarch Services.  Under 1960-talet etablerade Avalon Hill sitt huvudkontor i Baltimore. 
1964 startades tidningen The General, som blev företagets husorgan fram till 1998, delvis under den inflytelserike redaktören Don Greenwoods redaktörskap.   Under 1960- och 70-talen köptes speltitlar upp från mindre företag och katalogen, som från början endast innehållit konfliktspel, breddades med sportspel, frågespel och familjespel. Genom sin omfångsrika utgivning av såväl spel som sin egen tidskrift byggde företaget upp en dominans inom spelhobbyn. 
1967 lämnade designern Jim Dunnigan företaget för att starta Simulations Publications, Inc., som kom att bli Avalon Hills stora konkurrent inom konfliktspelsbranschen. 1977 publicerades Squad Leader som kom att utvecklas till Advanced Squad Leader, ett av företagets stora flagskepp och som fortfarande ges ut. Under 1980-talet började Avalon Hill även att ge ut rollspel, framför allt spelet Runequest. 1982 startades dotterbolaget Victory Games. Under 90-talet satsade man på att ge ut en del av sin katalog som datorspel, en bransch man redan varit aktiv i sedan 1980-talet. En rättstvist med MicroProse utkämpades 1997 över rättigheterna till namnet Civilization, vilken Avalon Hill förlorade.
Vid den här tiden var  konfliktspelsbranschen på nedgång och 1998 sålde Monarchs ägare Eric Dott Avalon Hill till Hasbro, som erhöll rättigheterna till alla Avalon Hill och Victory Games titlar. Ägarbytet kan beskrivas som dramatiskt. På kort tid avskedades Avalon Hills anställda. Beskedet mottogs hårt av många utövare, eftersom man upplevt att  företaget under lång tid varit i det närmaste synonymt med hobbyn.  Hasbro har sedan dess återutgivit några av Avalon Hills spel, samt publicerat andra spel i Avalon Hills namn (t.ex. Axis & Allies och Risk). Efter övertagandet 1998 gick många medarbetare över till andra bolag. Flera titlar ur katalogen har getts ut i nyutgåva av andra aktörer på spelmarknaden, exempelvis For the People som ges ut av GMT Games och Advanced Squad Leader som publiceras och vidareutvecklas av Multi-Man Publishing.

## Produktion

### Brädspel
- 1776 (brädspel)
- 1830: Railroads and Robber Barons, 1986
- 1914
- Acquire
- Advanced Civilization
- Advanced Squad Leader
- Advanced Third Reich
- Afrika Korps
- Age of Renaissance
- Air Assault on Crete
- Air Baron
- Air Empire
- Air Force
- Alexander the Great
- Alpha Omega
- Amoeba Wars
- Arab-Israeli Wars, The
- Anzio
- Arcola: The Battle for Italy, 1796
- Assassin
- Atlantic Storm
- Attack Sub
- Avalon Hill Game Company's Game of Trivia
- B-17
- Bali
- Baseball Strategy
- Basketball Strategy
- Battle of The Bulge (65)
- Battle of The Bulge (81)
- Battle of The Bulge (91)
- Beat Inflation Strategy Game, The
- Bismarck
- Bitter Woods
- Black Spy
- Blackbeard
- Blind Justice
- Blitzkreig
- Book of Lists Game
- Bowl Bound
- Breakout Normandy
- Britannia (brädspel), 1987
- Bull Run
- Bureaucracy
- Business Strategy
- Candidate
- Caesar at Alesia
- Caesar's Legions
- Challenge Bridge
- Challenge Football
- Challenge Golf at Pebble Beach
- Chancellorsville
- Choice
- Circus Maximus
- Civil War
- Class Struggle
- Civilization, 1980
- Classic Statis Pro Baseball
- Colonial Diplomacy
- Conquistador
- D-Day
- Dark Emperor
- Decathlon
- Devil's Den
- Dilemmas
- Dinosaurs of the Lost World
- Diplomacy
- Dispatcher
- Doll House Game
- Down with the King
- Dragon Pass
- Dragonhunt
- Drinker's Wild
- Dune
- Elric
- Empire of the Rising Sun
- Empires in Arms
- Enemy in Sight
- Executive Decision
- Facts in Five
- Firepower
- Flat Top
- Game of Shakespeare, The
- Gangsters
- Geronimo
- Gettysburg '64
- Gettysburg '88
- Gladiator
- Global Survival
- Go For The Green
- Gold!
- Greed
- Guadalcanal
- Guerilla
- Guns of August
- Gunslinger
- Hannibal: Rome vs Carthage
- Here Come the Rebels
- Hexagony
- High-Bid
- History of the World, 1997
- Hitler's War
- Hoity Toity
- Hundred Days Battles
- IDF (Israeli Defence Force)
- Image
- Imagination
- Intern
- Inventions
- Journeys of St. Paul
- Jutland (brädspel)
- JZ
- Kingmaker
- Knights of the Air
- Kremlin
- Kriegspiel
- Le Mans
- Legend of Robin Hood, The
- Legends of Robin Hood
- Little Round Top
- London's Burning
- Longest Day, The
- Luck or Logic
- Luftwaffe
- Maharaja
- Midway '64
- Midway '92
- Monsters Ravage America
- Naval War
- New World
- Panzer Leader
- PanzerBlitz
- Princess Ryan's Star Marines
- Rail Baron
- Richtofen's War
- Rise and Fall of the Third Reich
- Robin Hood
- Russian Campaign
- Russian Front
- Samurai
- Slapshot
- Source of the Nile
- Speed Circuit
- Squad Leader
- Stalingrad
- Starship Troopers
- Stellar Conquest
- Storm over Arnhem
- Successors
- Tactics II
- Thunder at Cassino
- Titan: The Arena
- Trireme
- Turning point Stalingrad
- TV Wars
- Twixt
- Up Front
- Up Front - Banzaii
- Up Front - Desert War
- Victory in the Pacific
- War and Peace
- War at Sea
- We the People
- Win, Place, Show
- Wizard's Quest
- Wooden Ships & Iron Men

### Datorspel
- 3-D Brickaway, 1986
- 5th Fleet, 1995, (utvecklad av Stanley Associates)
- 1830: Railroads and Robber Barons, 1994, (utvecklad av SimTex)
- Achtung Spitfire!, 1997, (utvecklat av Big Time Software)
- Andromeda Conquest, 1982
- B-1 Nuclear Bomber, 1983
- Beast War, 1984
- Bomber Attack, 1982
- By Fire & Sword, 1984
- Cavewars, 1996
- Advanced Civilization, 1996
- Computer Acquire, 1980
- Computer Baseball Strategy, 1982
- Computer Circus Maximus, 1984
- Computer Diplomacy, 1984
- Computer Football Strategy, 1983
- Computer Stocks & Bonds, 1982
- Conflict 2500, 1981
- Controller, 1982
- D-Day: America Invades, 1993, (utvecklad av Atomic Games)
- Defiance, 1997, (utvecklad av Visceral Productions)
- Dnieper River Line, 1982
- Dr Ruth's Computer Game of Good Sex, 1986
- Draw Poker, 1982
- Dreadnoughts, 1984
- Flight Commander 2, 1995, (utvecklad av Big Time Software)
- Flying Ace, 1983
- Fortress of the Witch King, 1983
- Guderian, 1986
- Guns of Fort Defiance, 1982
- Gypsy, 1982
- Incunabula, 1984
- Jupiter Mission, 1984
- Kingmaker, 1994
- Knockout, 1982
- Legionnaire, 1982
- Midway Campaign, 1983
- Mission on Thunderhead, 1986
- Moonpatrol, 1982
- Nukewar, 1980
- Operation Crusader, 1993, (utvecklad av Atomic Games)
- Over the Reich, 1997, (utvecklad av Big Time Software)
- Panzer-Jagd, 1983
- Panzers East!, 1984
- Planer Miners, 1980
- Quest of the Space Beagle, 1984
- RAM, 1985
- Ripper!, 1984
- Shootout at the OK Galaxy, 1982
- Stalingrad, 1993, (utvecklad av Atomic Games)
- Super Bowl Sunday, 1986
- T.G.I.F, 1983
- TAC: Tactical Armour Command, 1983
- Tanktics, 1981
- Telengard, 1985
- Third Reich, 1992
- Tsushima, 1986
- Under Fire!, 1985
- V.C., 1983
- Voyager I: Sabotage of the Robot Ship, 1982
- World at War: Volume II - Stalingrad, 1995
- Wooden Ships & Iron Men, 1996, (utvecklad av Stanley Associates)